# 乞丐 (电影)
《乞丐》（Accattone）是一部1961年的意大利剧情片，由帕索里尼编剧及执导。尽管有剧本，《乞丐》真正所依据的其实是帕索里尼的早期小说，特别是《求生男孩》和《暴力人生》。

## 內容
《乞丐》是一个关于皮条客、妓女和盗贼的故事，这类人是他的小说经常关照的话题。影片描述了那些工作或不工作的穷人的生活，与意大利战后成功的经济改革形成了强烈对比。帕索里尼选择的主题在当时收到了耻笑，因为他模糊了神圣和粗俗之间的界限。虽然帕索里尼试图与新现实主义拉开距离，该片还是被认为是第二代新现实主义的一个范例，一位评论家认为它可能是有史以来最冷酷的电影。
《乞丐》是帕索里尼执导的第一部电影，后来帕索里尼的那些标志性特点在其中已经出现了：比如启用来自电影剧情发生地的非专业演员，分析贫困阶层人民的生活。许多人惊讶帕索里尼从文学到电影的转变，但他其实在二战以前就参加过罗马的“电影实验中心”。帕索里尼曾与费里尼合作过著名的电影《卡利比亚之夜》。

## 情节
主人公维托里奥（弗兰科·奇蒂饰）绰号"Accattone"(意为'乞丐')，是一个皮条客，过着平静的生活，直到他手下的妓女Maddalena被他的对手打伤，并进了监狱。他发现自己没有任何稳定的收入，也不想自己工作，他首先尝试鼓动分居的母亲他的孩子，但被她的亲属赶走；他然后遇到(显然)很天真的斯特拉，并试图引诱她为自己卖淫。她愿意尝试，但是当她的第一个客户开始扒她衣服时，她哭叫并从车里逃走了。Accattone试图支持她，但在自己劳动了一天后停止了——他自己死于一场奇怪的交通事故，当时他骑着一场被盗的摩托车试图摆脱警察。

## 获得奖项
弗兰科·奇蒂1963年因该片被提名为英國電影學院獎最佳男主角。